# Stazione di Camerano-Aspio
Stazione di Camerano-Aspio vasútállomás Olaszországban, Marche régióban, Camerano településen.

## Vasútvonalak
Az állomást az alábbi vasútvonalak érintik:
- Ancona–Lecce-vasútvonal

## Kapcsolódó állomások
A vasútállomáshoz az alábbi állomások vannak a legközelebb: 
- Stazione di Osimo-Castelfidardo
- Stazione di Ancona Stadio